# サッカーポンペイ代表
サッカーポンペイ代表（サッカー ポンペイだいひょう）は、ポンペイサッカー協会により編成されるポンペイ島のサッカーのナショナルチームである。ポンペイ代表は、FIFA及び、OFCに加盟していない。
したがって、代表は主としてミクロネシアゲームズで国際試合を行っており、その中で、AFCの正会員であるグアム代表や、OFCの準会員であるパラオ代表などの、他のミクロネシアのナショナルチームとも試合を行っている。
1998年から7試合を代表は経験しているが、未だに勝利を経験していない（ただし、2001年7月24日のヤップ戦では1－1で引き分けている）。したがって、世界で最も弱いサッカー代表、と呼ばれることもある。